# Teorema di Crocco
Il Teorema di Crocco è una formulazione matematica utilizzata in meccanica dei fluidi per descrivere il trasferimento di energia termica in un fluido in moto.
Il teorema afferma che " la variazione di entalpia di un fluido è uguale alla quantità di calore che viene trasferita al fluido più il lavoro meccanico compiuto dal fluido ".
Il teorema è stato formulato nel 1951 dall'ingegnere aerospaziale Luigi Crocco.
Esso è una particolarizzazione dell'equazione del bilancio della quantità di moto, che viene formulata come:
{\displaystyle {\partial _{t}}{\vec {V}}+{\vec {w}}\times {\vec {V}}=T{\vec {\nabla }}s-{\vec {\nabla }}(h+{\frac {1}{2}}V^{2})}
dove T è la temperatura, s è l'entropia per unità di massa e h è l'entalpia per unità di massa, V la velocità del fluido e w la vorticità del fluido (ovvero il rotore del campo di velocità V)
{\displaystyle {\vec {w}}={\vec {\nabla }}\times {\vec {V}}}
Le quantità termodinamiche (entropia specifica, temperatura ed entalpia specifica) che vi compaiono sono legate dall'usuale relazione
{\displaystyle Tds=dh-{\frac {1}{\rho }}dp}
dove p è la pressione e ρ è la densità di massa del fluido.
Si noti il fatto che, sotto l'ipotesi di fluido barotropico (una condizione più restrittiva rispetto all'ipotesi di fluido isentropico), l'equazione di Crocco assume la forma
{\displaystyle {\partial _{t}}{\vec {V}}+{\vec {w}}\times {\vec {V}}=-{\vec {\nabla }}(h+{\frac {1}{2}}V^{2})}
Facendo il rotore del membro di destra e di sinistra si ottiene l'usuale equazione per il trasporto della vorticità w in un fluido ideale (infatti il rotore del membro di destra fa zero, trattandosi di un gradiente)
{\displaystyle {\partial _{t}}{\vec {w}}+{\vec {\nabla }}\times ({\vec {w}}\times {\vec {V}})=0}
Alternativamente, l'equazione di Crocco completa può anche essere espressa in forma più sintetica come:
{\displaystyle {\frac {D{\vec {V}}}{Dt}}=T{\vec {\nabla }}\,s-{\vec {\nabla }}\,h}
Inoltre l'eventuale presenza di "body forces" non modifica sostanzialmente l'enunciato, a patto che si tratti di forze conservative (quindi esprimibili tramite un potenziale, che può essere convenientemente riassorbito nell'entalpia h).

## Dimostrazione
Tipicamente l'equazione di Crocco viene scritta sotto l'ipotesi di fluido ideale, in assenza di onde d'urto. L'equazione di conservazione della massa si scrive come
{\displaystyle {\frac {D\rho }{Dt}}+\rho {\vec {\nabla }}\cdot {\vec {V}}=0}
mentre l'equazione vettoriale per la quantità di moto (equazione di Eulero, scritta in termini della derivata ) è
{\displaystyle \rho {\frac {D{\vec {V}}}{Dt}}+{\vec {\nabla }}p=0}
È possibile riscrivere l'equazione di Eulero nel seguente modo:
{\displaystyle {\partial _{t}}{\vec {V}}+{\vec {\nabla }}{\frac {V^{2}}{2}}-{\vec {V}}\times \ ({\vec {\nabla }}\times {\vec {V}})+{\frac {1}{\rho }}{\vec {\nabla }}p=0}
dove si è fatto uso della espressione
{\displaystyle {\frac {D{\vec {V}}}{Dt}}={\frac {\partial {\vec {V}}}{\partial t}}+{\vec {\nabla }}{\frac {V^{2}}{2}}-{\vec {V}}\times \ ({\vec {\nabla }}\times {\vec {V}})}.
Il termine
{\displaystyle {\frac {1}{\rho }}{\vec {\nabla }}p}
può essere riscritto utilizzando il primo principio della termodinamica per le quantità specifiche (ovvero per unità di massa) {\displaystyle Tds=dh-{\frac {1}{\rho }}dp}, che in termini dell'operatore gradiente assume la forma:
{\displaystyle T{\vec {\nabla }}s={\vec {\nabla }}h-{\frac {1}{\rho }}{\vec {\nabla }}p}
da cui si ottiene facilmente l'espressione dell'equazione di Crocco.
Nel caso in cui il flusso sia stazionario (ovvero la velocità V non dipende dal tempo), l'equazione di Crocco si riduce a
{\displaystyle T{\vec {\nabla }}s={\vec {\nabla }}(h+V^{2}/2)-{\vec {V}}\times {\vec {w}}}
Questa forma viene usualmente utilizzata nello studio dei punti di stagnazione di un fluido con flusso stazionario (ovvero un flusso per il quale la velocità non dipende dal tempo). I punti di stagnazione sono quei punti del dominio in cui la velocità è nulla. In un intorno del punto di stagnazione vale quindi che
{\displaystyle T{\vec {\nabla }}s={\vec {\nabla }}h}
Altre applicazioni si hanno nello studio dell'idrodinamica in due dimensioni. Nel caso in cui il flusso sia piano (ovvero nel caso in cui la vorticità è semplicemente una funzione scalare, interpretabile come unica componente non nulla del vettore normale alla velocità), specifichiamo l'equazione di Crocco utilizzando una notazione tridimensionale per descrivere il flusso bidimensionale. L'equazione di Crocco per il flusso stazionario assume allora la forma:
{\displaystyle T{\vec {\nabla }}s={\vec {\nabla }}h+V_{x}{\vec {\nabla }}V_{x}+V_{y}{\vec {\nabla }}V_{y}+w(V_{x}{\vec {e}}_{y}-V_{y}{\vec {e}}_{x})}
dove si è usato {\displaystyle {\vec {V}}=V_{x}{\vec {e}}_{x}+V_{y}{\vec {e}}_{y}}  ed  {\displaystyle {\vec {w}}=w\,{\vec {e}}_{z}}.